# Cólico (Italia)
Para el síndrome doloroso, consulte cólico.
Cólico es una localidad y comune italiana de la provincia de Lecco, región de Lombardía, con 7300 habitantes.
Fue parte del Ducado de Milán español, en 1603 por orden de Pedro Enríquez de Acevedo se construyó en su territorio un importante fuerte, con el fin de controlar los pasos de la Valtelina. Fue ocupado por las tropas imperiales de Eugenio de Saboya, durante la guerra de sucesión española en 1706.

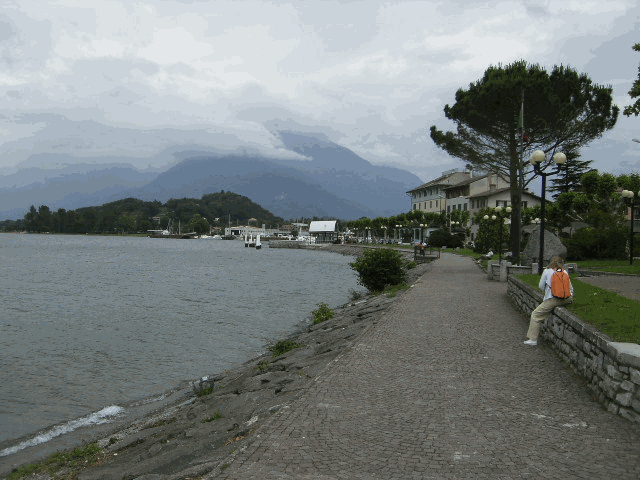
Vista de Cólico.

## Evolución demográfica
| Gráfica de evolución demográfica de Cólico entre 1861 y 2001 |
|                                                              |
| Fuente ISTAT - elaboración gráfica de Wikipedia              |